# Joy Fleming
Joy Fleming, all'anagrafe Erna Raad (Rockenhausen, 15 novembre 1944 – Sinsheim-Hilsbach, 27 settembre 2017), è stata una cantante tedesca.
All'anagrafe Erna Raad, è ricordata come una delle migliori voci jazz della Germania Ovest e quindi dello Stato tedesco riunificato. Si propose anche come blues-woman e cantante pop.

## Biografia
All'età di 14 anni Joy Fleming vinse un concorso canoro locale. A 16, dopo aver lavorato per un breve periodo come addetta alle vendite, fu ingaggiata per cantare pezzi blues e jazz nei club delle basi militari USA di stanza a Mannheim.
Nel 1966 fondò con alcuni amici il gruppo Joy & The Hit Kids, rinominato dal 1971 Joy Unlimited. Un'apparizione televisiva nel programma Talent Pool (1968) contribuì a farli conoscere in tutta la Germania Ovest.
Nel 1972 Joy Fleming diventò solista, ottenendo ben presto un notevole successo nel suo Paese. Ma qualche anno dopo il suo nome varcò anche i confini nazionali, in virtù della sua partecipazione all'Eurovision Song Contest 1975 col brano Ein Lied kann eine Brucke Sein. Pur classificatasi solo diciassettesima la canzone fece il giro del mondo, anche grazie a una versione in inglese (Bridge Of Love), portando Joy Fleming a esibirsi dapprima in Germania Est, poi in Francia, Scandinavia, Unione Sovietica, Argentina, Cina, Giappone. La performance di Joy sul palco dell'ESC, già di per sé notevole, rimase celebre anche per il suo direttore d'orchestra Rainer Pietsch, che alla fine del primo ritornello eseguì un saltello acrobatico da fermo, di grande effetto.
Riuscì a conservare la sua popolarità per tutti gli anni ottanta e novanta, sempre destreggiandosi tra pop, jazz e blues.
Joy Fleming morì improvvisamente nel 2017 . Nel 2007 aveva pubblicato la sua autobiografia.

## Vita privata
Ebbe tre figli: due maschi e una femmina.

## Discografia

### Album
- 1973 Halbblut
- 1974 Joy Fleming – live
- 1975 Menschenskind
- 1976 Have a Good Time
- 1978 I Only Wanna Get Up and Dance
- 1981 Vocals and Keyboards (mit Christian Schulze)
- 1984 Helden werden auch mal älter
- 1987 N
- 1993 Sentimental Journey
- 1994 Viele Gesichter
- 2002 Joy to the World (Joy Fleming & der Jambalaya Chor)
- 2006 Winterzeit – Weihnachtslieder
- 2007 L' Attraction - Pop und Disco
- 2010 So bin ich – SoulPopDeutsch

### Singoli
- 1972 Neckarbrückenblues
- 1972 Mannemer Dreck
- 1973 Kall, oh Kall
- 1974 Rocktown
- 1975 Ein Lied kann eine Brücke sein
- 1977 Ich sing fer's Finanzamt
- 1985 Zuviel Gefühl
- 1986 Miteinander (Fleming & Berry)
- 1987 Don't You Know
- 1988 Butzekrampel
- 2001 The Power of Trust (Leslie, Joy & Brigitte)
- 2006 Since You Are Gone (Joy Fleming & Robert Zephiro Milla)